# Hải Phòng FC
El Hải Phòng Football Club (en vietnamita: Câu lạc bộ bóng đá Hải Phòng) es un club de fútbol de la ciudad de Hải Phòng en Vietnam. Actualmente milita en la V-League la máxima categoría del fútbol vietnames. Disputa sus partidos de local en el Estadio Lạch Tray.
El equipo fue fundado en 1952 como Công an Hải Phòng, siendo el club de la policía de Hải Phòng, el nombre lo mantuvo hasta 2002. Desde 2003 a 2006 pasa por varios cambios de nombre, para finalmente en 2007 adoptar su actual nombre de Xi Mang Hai Phong, Xi Mang es la empresa de cementos de la ciudad, la cual es la patrocinadora del club.
El club obtuvo notoriedad por haber fichado al internacional brasileño Denilson en 2009.

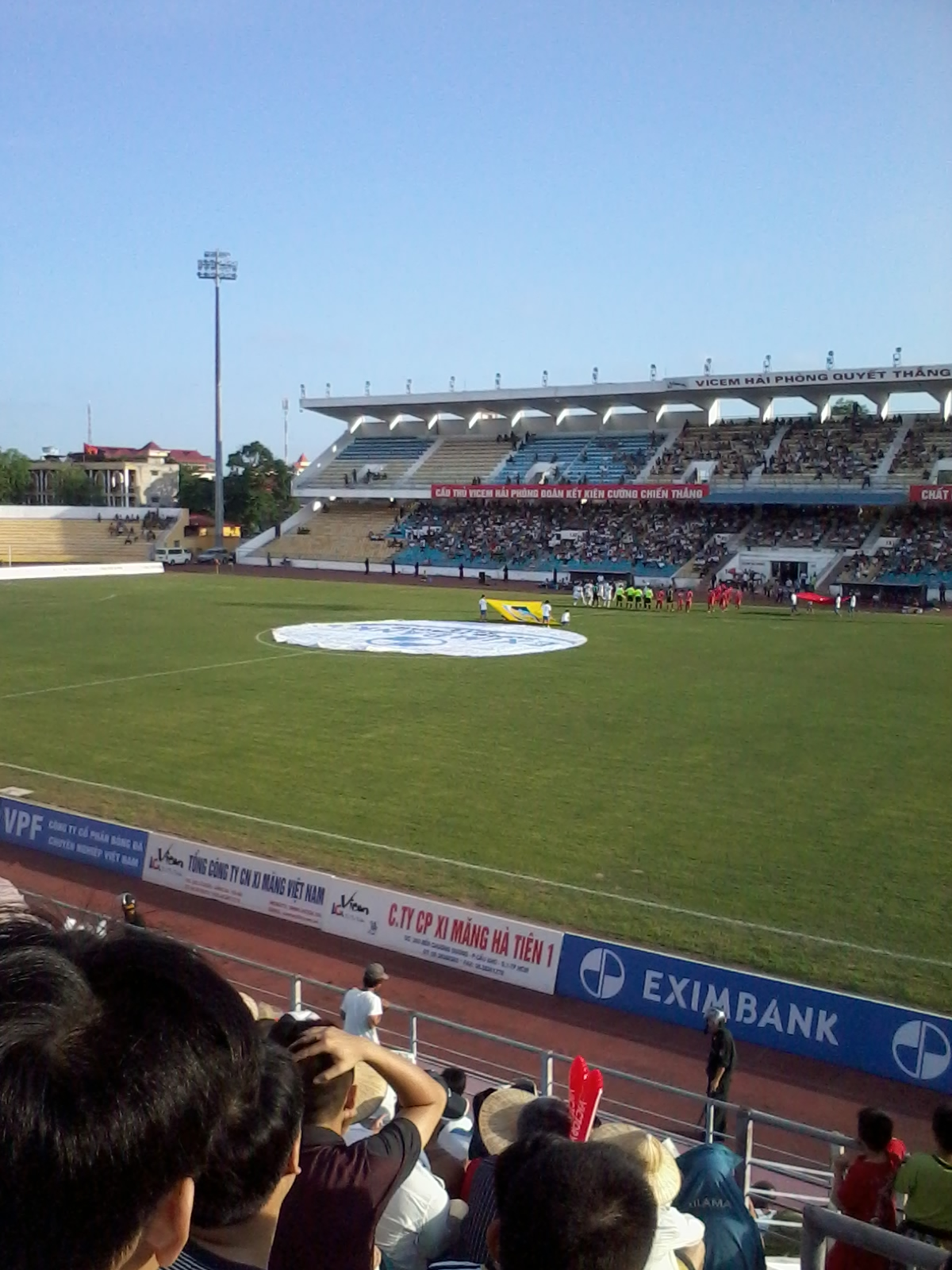
Lạch Tray Stadium.

## Palmarés
V-League:
- Subcampeón (1): 2010

Copa de Vietnam:
- Campeón (2): 1995, 2014

- Subcampeón (1): 2005

Supercopa de Vietnam:
- Campeón (1): 2005

V.League 2:
- Campeón (1): 2003
- Subcampeón (1): 2007

## Participaciones en torneos de AFC
| Temporada | Competición      | Ronda         | Club                 | Local  | Visita |
| --------- | ---------------- | ------------- | -------------------- | ------ | ------ |
| 1996–97   | Recopa de la AFC | Primera ronda | GD Lam Pak           | (w/o)1 | (w/o)1 |
| 1996–97   | Recopa de la AFC | Segunda ronda | Nagoya Grampus Eight | 1-1    | 0-3    |

1 GD Lam Pak abandonó el torneo.

## Entrenadores
- 1952-1968:  Nguyễn Lan
- 1968-1974:  Nguyễn Trọng Lộ
- 1974-1992: --desconocido--
- 1992-1998:  Trần Bình Sự
- 1998-2001:  Mai Trần Hải
- 2001-2004:  Trần Văn Phúc
- 2005-2005:  Luis Alberto
- 2007-2007:  Laszlo Kleber
- 2007-2007:  Luis Alberto
- 2007-2008:  Vương Tiến Dũng
- 2008-2009:  Alfred Riedl
- 2009-2009:  Đinh Thế Nam
- 2009-2011:  Vương Tiến Dũng
- 2011-2012:  Nguyễn Đình Hưng
- 2012-2012:  Lê Thụy Hải
- 2013-2014:  Hoàng Anh Tuấn
- 2014-2014:  Dylan Kerr[2]
- 2014-2019:  Trương Việt Hoàng
- 2019-2022:  Phạm Anh Tuấn
- 2022-presente:  Chu Dinh Nghiem